# Els Plans de Sió
Els Plans de Sió es un municipio español de la provincia de Lérida, en la comunidad autónoma de Cataluña. El término municipal, ubicado en la comarca de la Segarra y con capital en Pallargas, tiene una población de 512 habitantes (INE 2024). 

## Geografía
Está situado en la llanura de Guisona, en el extremo occidental de la comarca de la Segarra.

## Historia
El municipio se formó en 1974 a partir de la fusión de los términos municipales de Pallargas (Les Pallargues) y Arañó (L'Aranyó).

## Demografía
Cuenta con una población de 512 habitantes (INE 2024).
| Gráfica de evolución demográfica de Els Plans de Sió entre 1981 y 2021 |
| |
| Población de derecho según los censos de población del INE Población de hecho según los censos de población del INEEn este censo se denominaba Plans d'El Sió: 1981 Entre el censo de 1981 y el anterior, aparece este municipio porque se fusionan los municipios 25028 (Arañó) y 25160 (Pallargas) |

| Entidades                 | Población |
| ------------------------- | --------- |
| Arañó (L’Aranyó)          | 7         |
| Canós (El Canós)          | 33        |
| Concabella                | 106       |
| Hostafrancs (Hostafrancs) | 117       |
| Montroig o Mont-Roig      | 73        |
| Montcortès                | 9         |
| Molle                     | 2         |
| Pallargas                 | 154       |
| Pelagalls                 | 28        |
| La Ratera                 | 9         |
| Cistero (Sisteró)         | 40        |

| 1900 | 1930 | 1950 | 1970 | 1981 | 1986 |
| ---- | ---- | ---- | ---- | ---- | ---- |
| 1524 | 1436 | 1374 | 871  | 794  | 742  |